# Variations (Stravinsky)
Pour les articles homonymes, voir Variation.
Les Variations sont une œuvre pour orchestre composée en 1964 par le compositeur russe, naturalisé français puis américain, Igor Stravinsky. 
L'œuvre fait partie de la période sérielle du compositeur sur la fin de sa vie. Elle se compose de douze courtes variations, chacune pouvant être divisée en trois parties. Elles alternent parties pour cordes et parties pour vents. Il n'existe pas de thème commun, comme le confirme Stravinsky lui-même, dans une note à Robert Craft. Les Variations sont dédiées à l'écrivain Aldous Huxley, ami du musicien et mort quelques mois avant le début de leur écriture. Elles ont été créées le 17 avril 1965 avec l'Orchestre symphonique de Chicago sous la direction de Robert Craft. Elles sont d'un seul tenant et la durée d'exécution est d'un peu plus de cinq minutes.

## Source
- Robert Craft, notice de l'enregistrement des Variations chez Naxos